# دوامات التدين (كتاب)
دوامات التدين هو كتاب من تأليف الباحث والأديب يوسف زيدان. وهي منقولة عن مجموعة من المقالات التي كتبها بجريدة المصري اليوم، والتي عُرفت بالسُباعيات. يُعتبر هذا الكتاب هو الجزء الثاني من السباعيات بعد إصدار الجزء الأول المُسمى بـ"متاهات الوهم"، ويليهما الجزء الثالث المُسمى بـ "فقه الثورة"
يبدأ كتاب «دوامات التدين»، لمؤلفه الدكتور يوسف زيدان، بترنيمة: «الحرف سر رهيب، لو ظهر، لانهار الجدار وانبهر»، لينتقل إلى بحث معمق حول أنماط التدين، حتى تلك التي سبقت انتشار العقائد الرسالية الثلاث: اليهودية، المسيحية، الإسلامية.
يستهل الكتاب فصله الأول بالتطرق إلى صيغ التدين القديم، بينما تختص الفصول الثلاثة الأخيرة، بالجانب الروحي من خبرات التدين. ويمهد زيدان لكتابه بمقدمة يوضح فيها الفرق والاختلاف بين معنى الدين والتدين، موضحاً أن الدين أصل إلهي والتدين تنوع إنساني، والدين جوهر الاعتقاد أما التدين فهو نتاج الاجتهاد، موضحاً أن الأديان كلها تدعو إلى القيم العليا التي نادت بها الفلسفة «الحق، والخير، والجمال». وبالتالي فإن أنماط التدين أخذت بناصية الناس إلى نواحٍ متباعدة ومصائر متناقضة، منها ما يوافق الجوهر الإلهي للدين، ومنها ما يسلب هذا الجوهر معانيه ويسطح غاياته.

## فصول الكتاب
- مقدمة
- المزيج السكندري البديع؛ تحت هذا عنوان، جاء الفصل الأول من الكتاب، إذ يرسم فيه المؤلف صورة لمدينة الإسكندرية القديمة في أيام مجدها، إذ كان الأفق السكندري مفتوحاً أمام أي عقيدة، ولم يكن يُنظر بحساسية إلى تعدد الأديان. فكان هذا السبب وراء كون المدينة حافلة بعدد لا حصر له من العقائد والأديان، إذ كان الدستور السكندري «غير المكتوب» يُبيح حرية الاعتقاد. ويستعرض زيدان العقائد الدينية التي انتشرت في الإسكندرية القديمة.
- تلمود اليهود؛ يتطرق زيدان في الفصل الثاني، إلى الأرثوذكسية اليهودية وتقديس التلمود، شارحاً معنى كلمة «شاس»: اسم حزب ديني سياسي متشدد في إسرائيل. إذ إنه اختصار لكلمة «شيشاه سداريم»، أي التقسيمات الستة «التلمود» الذي يقع في ستة مجلدات. ومن ثم يحكي قصة التوراة «الكتاب الأول لدى اليهود»، إذ يبين أنه دوّنه عزرا الكاتب إبان القرن الخامس قبل الميلاد. ويشرح كذلك كيف ومتى عرف العرب التلمود «الكتاب الثاني لدى اليهود».
- الحسبة على الأفكار والأفئدة؛ يبحث المؤلف قضية الحسبة، فيحاول من خلال هذا الفصل، الحديث عن أصل الحسبة وتطور جذورها التاريخية السابقة على الإسلام، فمن الناحية التاريخية لم يكن الاحتساب معروفاً في صدر الإسلام، حتى جاء عصر الخليفة المأمون بن هارون الرشيد. فظهر الاحتساب في بغداد كأمور تنظيمية، وكانت وظيفة ذات أهمية كبرى يقوم عليها شخص أطلق عليه اسم المحتسب، يعنى بالرقابة. ومع انهيار الخلافة الإسلامية صارت الحسبة حقاً لكل فرد. وأصبح من حق أي فرد، أن يقيم دعوى قضائية ضد شخص آخر إذا ما وجده يُخالف شرع الله، وصارت الحسبة مرتبطة بمفهوم الردة. ويستعرض زيدان مأساة الحسبة التي تعرض لها عدد من كبار المفكرين وعلماء الدين.
- الجماعات الشيعية؛ ينتقل زيدان، بعدها، ليُلقي الضوء على الوجود الشيعي، وحضور الجماعات الشيعية في المجتمعات الإسلامية، فالتشيع والشيعة عند الكاتب، له معان ثلاثة: التشيع العام، التشيع المذهبي، التشيع الأيديولوجي.
- الجماعات الصوفية المصرية؛ يتناول المؤلف، موضوع الجماعات الصوفية المصرية، ويصفه في بداية الفصل، أنه موضوع «وعر»، كونه متشعباً، على العكس مما يبدو للبعض. ويعود بنا الكتاب إلى تاريخ انبثاق الصوفية ثم تطورها، موضحاً أن ظهور التصوف بين المسلمين وانتشاره كان منطقياً وضرورياً، إذ ظهر في القرن الثاني الهجري، انطلاقاً من النزوع الإنساني للتعالي عن المحسوسات، وهروباً من الانغماس في الترف، فظهر كطريق روحية، تختاره نخبة من النساء والرجال الفارين من زخرف الدنيا الفانية.
- الرؤية الصوفية للعالم
- فصوص النصوص الصوفية؛ تحت عنوان «فصوص النصوص الصوفية» كتب زيدان السباعية الأخيرة، استكمالاً للفصل السابق، إذ يستعرض عدداً من أشهر الأسماء في عالم التصوف، ويتطرق إلى روائع الأدب الصوفي وبعض النصوص الشعرية والنثرية.[1]

## وصلات خارجية
- آراء القراء حول كتاب دوامات التدين على موقع أبجد
- آراء القراء حول كتاب دوامات التدين على موقع جودريدز